# Beaulieu-sous-la-Roche
 Beaulieu-sous-la-Roche  es una población y comuna francesa, en la región de Países del Loira, departamento de Vendée, en el distrito de Les Sables-d'Olonne y cantón de La Mothe-Achard.

## Demografía
| 1303 | 1261 | 1303 | 1482 | 1632 | 1727 |
| Para los censos de 1962 a 1999 la población legal corresponde a la población sin duplicidades (Fuente: INSEE [Consultar]) |      |      |      |      |      |